# Teoria mitu Jezusa
Teoria mitu Jezusa – nazwa obejmująca trwające od XIX w. filozoficzne próby tłumaczenia genezy chrześcijaństwa z pominięciem osoby Jezusa, kwestionujące historyczność Jezusa. U podstaw takich założeń znajdują się współczesne kierunki filozoficzne (idealizm i materializm).

## Teorie

### Teorie mitologiczne
Teorie mitologiczne negują istnienie Jezusa, wywodząc początek chrześcijaństwa z historyzacją mitu. Postać Jezusa na podłożu mitu została wyimaginowana przez praewangelistów i skonkretyzowana przez ewangelistów. Przedstawicielem tego nurtu był Bruno Bauer.

### Teorie idealistyczne
Teorie te wyrosły na filozofii Hegla. David Friedrich Strauss nie negował istnienia Jezusa ani jego mesjańskiej świadomości, lecz był przekonany, że późniejsza interpretacja jego osoby miała charakter mityczny; twierdził, że starotestamentalne idee i legendy mesjanistyczne zostały przeniesione na Jezusa i w ten sposób Ewangelie upersonifikowały w nim ogólną ideę stosunku bóstwa do ludzkości.

### Teorie synkretystyczne
Teorie te tłumaczyły powstanie chrześcijaństwa zmieszaniem idei z różnych religii i kultur (synkretyzm). W tym nurcie najwięcej zwolenników miał pogląd, że chrześcijaństwo wywodzi się z judaizmu, z jego mesjanizmu, z domieszką wpływów hellenistycznych. Niektórzy zwolennicy nurtu nie zaprzeczali istnieniu Jezusa, ale przeczyli jego cudownym mocom.

### Teorie symboliczne
Teorie te głoszą, że Jezus jest personifikacją mitów związanych ze Słońcem, Księżycem oraz gwiazdami. Poglądy te powstały pod wpływem filozofii Hegla oraz zainteresowań mitologiami wschodnimi. Przedstawiciele: Arthur Drews, Ignacy Radliński, Jan Hempel.

### Teorie socjalistyczno-socjalne
Powstanie chrześcijaństwa tłumaczyły walką klas spowodowaną rażącą dysproporcją w I i II w. pomiędzy patrycjuszami a plebejuszami. Według tej teorii Jezus stał się symbolem wyzwoleńczych oczekiwań uciskanego ludu i dążeń do przemiany swojego losu. Przedstawiciele: Karl Kautsky, Rudolf Eisler.

### Teorie marksistowskie
Marksiści upatrują genezy chrześcijaństwa w bazie ekonomiczno-społecznej. Lenin w kwestii Jezusa opowiadał się za historyzacją mitu. August Bebel czy Joseph Dietzgen ukazywali Jezusa jako pierwszego komunistę. W ZSRR początkowo – w latach dwudziestych XX wieku – podążano za tradycją demitologizacji Jezusa historycznego, tworzoną w dziełach Straussa, Renana, Nietzschego, Binet-Sanglégo, wysuwając na plan pierwszy dwa główne motywy – choroby psychicznej i oszustwa. Znalazło to odzwierciedlenie w powieści  Michaiła Bułhakowa „Mistrz i Małgorzata”, w której Jezus jest przedstawiony jako nieszkodliwy szaleniec. Pewną popularnością cieszyła się też koncepcja Jezusa jako reformatora społecznego, niemal prekursora ruchu rewolucyjnego (za Kautskim, Wellsem, Nikolskim). Dopiero na przełomie lat dwudziestych i trzydziestych zwyciężyła w propagandzie opcja mitologiczna, czyli negowanie istnienia Jezusa.

### Teorie lingwistyczne
Badacze Pisma, którzy w oparciu o nowoczesne teorie hermeneutyki na nowo odczytali Nowy Testament, nie negowali z zasady istnienia Jezusa, lecz odrzucano przesłanie teologiczne w nich zawarte. Według nich istotne jest egzystencjalne znaczenie Słowa Bożego, a nie historia Jezusa. Przedstawiciele: Adolf Harnack, Rudolf Bultmann.

### Teorie strukturalistyczne
Teorie te nie negują bezpośrednio istnienia Jezusa, ale nie uznają zdarzeń z jego życia za element dziejowy. Teologia jest dla nich nauką o języku wiary.